# Chalkboard
Chalkboard (pizarra en idioma inglés) fue un tipo de letra lanzado por Apple en 2003. Fue lanzado como parte de Mac OS X v10.3 y la actualización 10.2.8. Es regularmente comparado con el tipo de letra Comic Sans de Microsoft, que se envía con Mac OS desde Mac OS 8.6 en 1999, aunque no es un sustituto perfecto de la fuente ya que los dos no son métricamente compatibles. Aunque es similar a la fuente Comic Sans, Chalkboar es mucho menos conocida y también menos criticada.